# 东王集乡 (唐河县)
东王集乡，是中华人民共和国河南省南阳市唐河县下辖的一个乡镇级行政单位。

## 行政区划
东王集乡下辖以下地区：
草场村、前岗村、藏岗村、李庄村、王寨村、李华村、黄棚村、王集村、郝庄村、牛庄村、王庄村、邱坡村、郝店村、罗庄村、安店村、郑沟村、杨庄村、朱庙村、安庄村和鱼关新村。